# Stara Różanka
Stara Różanka (deutsch Alt Rosenthal) ist ein Dorf in Polen in der Wojewodschaft Ermland-Masuren. Das Dorf ist zugleich Sitz eines Schulzenamtes und gehört zur Gmina Kętrzyn (Landgemeinde Rastenburg).

## Geographie

### Geographische Lage
Das Dorf liegt etwa 24 Kilometer südlich der polnischen Staatsgrenze zur russischen Oblast Kaliningrad. Unweit des Dorfes entspringt der Fluss Rawa.

## Geschichte
Das heutige Stara Różanka wurde 1399 nach Kulmer Recht mit einer Fläche von 50 Hufen angelegt. Durch die Kämpfe in den nachfolgenden Jahren wurde das Dorf wüst. Daher wurde 1482 durch den Hochmeister des Deutschen Ordens Martin Truchsess von Wetzhausen erneut das Siedlungsrecht erteilt, diesmal für eine Fläche von 60 Włóka. In dieser Zeit wurde im Dorf auch eine Kirche errichtet, die ab 1725 zur Kirchgemeinde in Rastenburg gehörte.
Polnische Einwohner sind ab 1692 bekannt. Mit dem wachsenden Anteil an Polen wurde der Gottesdienst in der Kirche teilweise auch auf Polnisch abgehalten.
1873 wurde eine Holländerwindmühle errichtet, die heute restauriert noch vorhanden ist.
Im Januar 1945 wurde die Gegend von der Roten Armee eingenommen. Als Folge des Zweiten Weltkrieges wurde Alt Rosenthal als Stara Różanka Teil Polens.

### Einwohnerentwicklung
Nachfolgend die Einwohnerentwicklung des Dorfes. 1817 gab es 20 Wohngebäude in der Siedlung.

## Kultur und Sehenswürdigkeiten

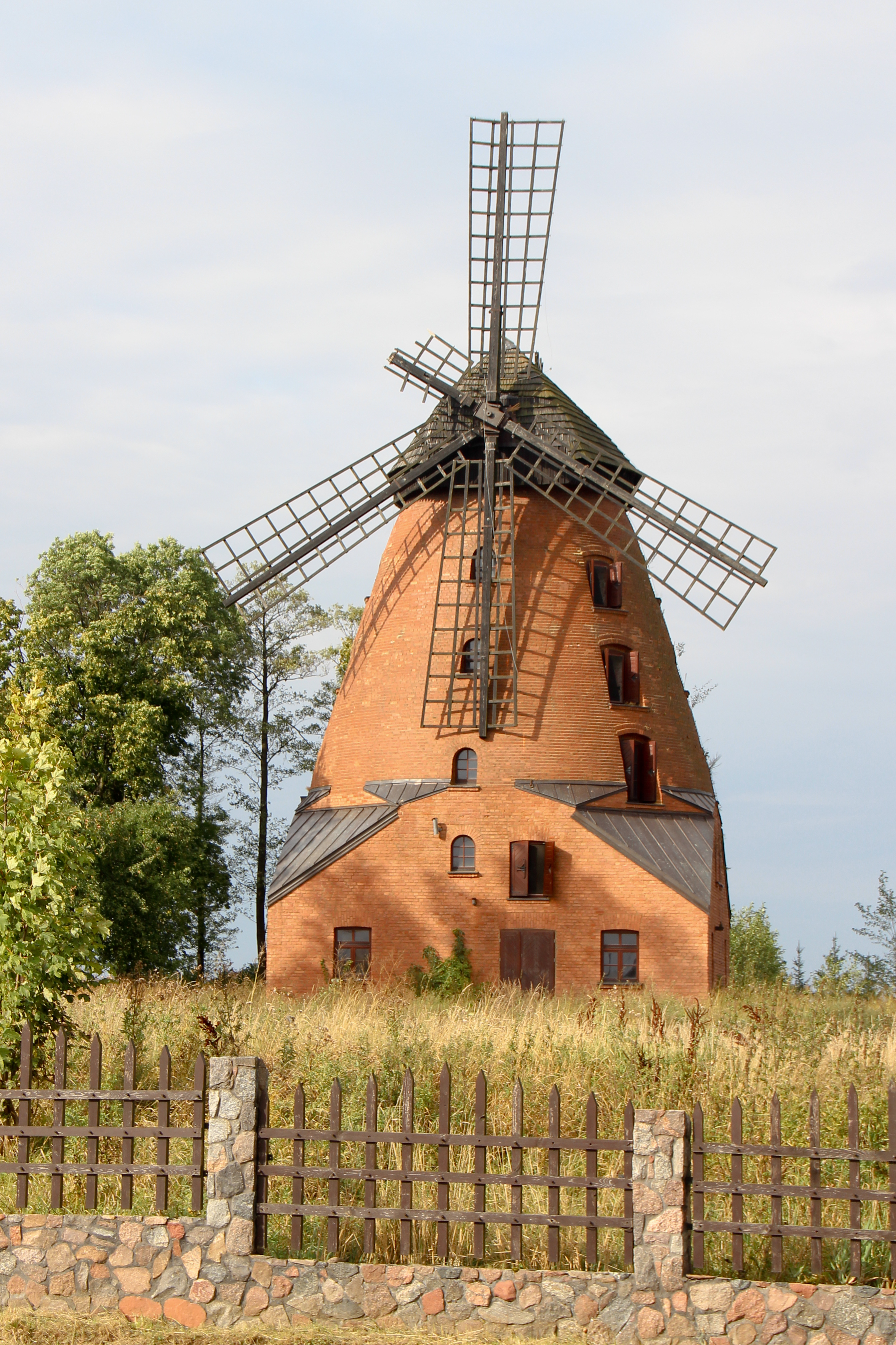
Die Windmühle im Jahr 2015

Die Holländerwindmühle aus dem Jahr 1817 ist heute restauriert vorhanden. 1977 wurde sie zu einer Übernachtungsmöglichkeit ausgebaut.

## Wirtschaft und Infrastruktur

### Verkehr
Durch Stara Różanka führt die Woiwodschaftsstraße 591. In südlicher Richtung führt diese nach etwa vier Kilometern durch Kętrzyn, im Norden führt die 591 nach zwölf Kilometer durch Barciany (Barten) und endet nach 25 Kilometern an der polnischen Staatsgrenze zur Oblast Kaliningrad. Weiterhin mündet bei Stara Różanka die aus östlicher Richtung kommende Woiwodschaftsstraße 650 (ehemalige deutsche Reichsstraße 136) von Gołdap (Goldap) und Nowa Różanka (Neu Rosenthal) in die Woiwodschaftsstraße 591.
Die nächste Bahnstation befindet sich in Kętrzyn, wo es Direktverbindungen nach Olsztyn und Posen gibt. Kętrzyn kann über eine Linienbusverbindung erreicht werden.
Der nächste internationale Flughafen ist der Flughafen Kaliningrad, welcher sich etwa 100 Kilometer nordwestlich auf russischem Hoheitsgebiet befindet. Der nächste internationale Flughafen auf polnischem Staatsgebiet ist der etwa 190 Kilometer westlich gelegene Lech-Wałęsa-Flughafen Danzig.